# Adam Weishaupt
Johann Adam Weishaupt (Ingolstadt, Baviera; 6 de febrero de 1748-Gotha, Alemania; 18 de noviembre de 1830) fue un filósofo, alemán,profesor de derecho civil y posteriormente de derecho canónico, y fundador de los Illuminati, una sociedad secreta que inspiró posteriores teorías conspirativas.

## Primeros años
Adam Weishaupt nació el 6 de febrero de 1748 en Ingolstadt, en el Electorado de Baviera. Tras la muerte de su padre, Johann Georg Weishaupt (1717-1753), Adam, un niño de cinco años, quedó bajo la tutela de su padrino Johann Adam Freiherr von Ickstatt, quien, al igual que su padre, era profesor de derecho en la Universidad de Ingolstadt. Ickstatt era partidario de la filosofía de Christian Wolff y de la Ilustración, e influyó en el joven Weishaupt con su racionalismo. Weishaupt comenzó su educación formal a los siete años en un colegio de jesuitas. Más tarde se matriculó en la Universidad de Ingolstadt y se graduó en 1768 a la edad de 20 años con un doctorado en derecho. En 1772 se convirtió en profesor de derecho. Al año siguiente se casó con Afra Sausenhofer de Eichstätt.
Tras la supresión de la Compañía de Jesús por parte del Papa Clemente XIV en 1773, Weishaupt se convirtió en profesor de derecho canónico, un cargo que hasta entonces era exclusivo de los jesuitas. En 1775, Weishaupt conoció la filosofía empírica de Johann Georg Heinrich Feder, de la Universidad de Göttingen. Tanto Feder como Weishaupt se convertirían más tarde en adversarios del idealismo kantiano.

## Fundación de los Illuminati
El 1 de mayo de 1776, Johann Adam Weishaupt fundó los "Illuminati" en el Electorado de Baviera. Adoptó el nombre de "Hermano Espartaco" dentro de la orden. Incluso las referencias de diversas enciclopedias varían en cuanto al objetivo de la orden, como New Advent que dice que la Orden no era igualitaria ni democrática internamente, sino que buscaba promover las doctrinas de igualdad y libertad en toda la sociedad; mientras que otros como Collier's han dicho que el objetivo era combatir la religión y fomentar el racionalismo en su lugar.
El carácter real de la sociedad era una elaborada red de espías y contraespías. Cada célula aislada de iniciados informaba a un superior, al que no conocían: una estructura de partido que fue efectivamente adoptada por algunos grupos posteriores.
Weishaupt fue iniciado en la logia masónica "Theodor zum guten Rath", en Múnich, en 1777. Su proyecto de "iluminación, iluminando el entendimiento con el sol de la razón, que disipará las nubes de la superstición y de los prejuicios" fue una reforma no deseada. Utilizó la masonería para reclutar para su propia sociedad cuasi-masónica, con el objetivo de "perfeccionar la naturaleza humana" a través de la reeducación para lograr un estado comunal con la naturaleza, liberado del gobierno y de la religión organizada. Presentando su propio sistema como masonería pura, Weishaupt y Adolph von Knigge, que organizó su estructura ritual, ampliaron enormemente la organización secreta.
En contra del famoso dictamen de Immanuel Kant de que la Ilustración (y la Orden de Weishaupt era en algunos aspectos una expresión del Movimiento de la Ilustración) era el paso del hombre fuera de su "inmadurez autoimpuesta" a través de atreverse a "hacer uso de su propia razón, sin la guía de otro", la Orden de los Illuminati de Weishaupt prescribía con gran detalle todo lo que los miembros debían leer y pensar obedientemente, de modo que el Dr. Wolfgang Riedel ha comentado que este acercamiento a la iluminación o esclarecimiento constituyó una degradación y torsión del principio kantiano de la Ilustración
El racionalismo radical y el vocabulario de Weishaupt no tenían posibilidades de éxito. Los escritos que fueron interceptados en 1784 fueron interpretados como sediciosos, y la Sociedad fue prohibida por el gobierno de Karl Theodor, Elector de Baviera, en 1784. Weishaupt perdió su puesto en la Universidad de Ingolstadt y huyó de Baviera.

## Actividades en el exilio
Recibió la ayuda del duque Ernesto II de Sajonia-Altenburgo (1745-1804), y vivió en Gotha escribiendo una serie de obras sobre el iluminismo, entre ellas A Complete History of the Persecutions of the Illuminati in Bavaria (1785), A Picture of Illuminism (1786), An Apology for the Illuminati (1786), and An Improved System of Illuminism (1787). Adam Weishaupt murió en Gotha el 18 de noviembre de 1830. Le sobrevivieron su segunda esposa, Anna Maria (de soltera Sausenhofer), y sus hijos Nanette, Charlotte, Ernst, Karl, Eduard y Alfred. Weishaupt fue enterrado junto a su hijo Wilhelm, que le precedió en la muerte en 1802.
Después de que la Orden de los Illuminati de Weishaupt fuera prohibida y sus miembros se dispersaran, no dejó rastros perdurables de su influencia, ni siquiera en sus propios antiguos miembros, que en el futuro se desarrollaron en direcciones muy diferentes.

## Obra

### Obras filosóficas
- (1775) De Lapsu Academiarum Commentatio Politica.
- (1786) Über die Schrecken des Todes – eine philosophische Rede.
  - (francés) Discours Philosophique sur les Frayeurs de la Mort (1788). Gallica
- (1786) Über Materialismus und Idealismus. Torino
- (1788) Geschichte der Vervollkommnung des menschlichen Geschlechts.
- (1788) Über die Gründe und Gewißheit der Menschlichen Erkenntniß.
- (1788) Über die Kantischen Anschauungen und Erscheinungen.
- (1788) Zweifel über die Kantischen Begriffe von Zeit und Raum.
- (1793) Über Wahrheit und sittliche Vollkommenheit.
- (1794) Über die Lehre von den Gründen und Ursachen aller Dinge.
- (1794) Über die Selbsterkenntnis, ihre Hindernisse und Vorteile.
- (1797) Über die Zwecke oder Finalursachen.
- (1802) Über die Hindernisse der baierischen Industrie und Bevölkerung.
- (1804) Die Leuchte des Diogenes.
- (1817) Über die Staats-Ausgaben und Auflagen. Google Books
- (1818) Über das Besteuerungs-System.

### Obras relacionadas con los Illuminati
- (1786) Apologie der Illuminaten, ISBN 978-3-7448-1853-7.
- (1786) Vollständige Geschichte der Verfolgung der Illuminaten in Bayern.
- (1786) Schilderung der Illuminaten.
- (1787) Einleitung zu meiner Apologie.
- (1787) Einige Originalschriften des Illuminatenordens...
- (1787) Nachtrage von weitern Originalschriften...
- (1787) Kurze Rechtfertigung meiner Absichten.
- (1787) Nachtrag zur Rechtfertigung meiner Absichten.
- (1787) Apologie des Mißvergnügens und des Übels.
- (1787) Das Verbesserte System der Illuminaten.
- (1788) Der ächte Illuminat, oder die wahren, unverbesserten Rituale der Illuminaten.
- (1795) Pythagoras, oder Betrachtungen über die geheime Welt- und Regierungs-Kunst.